# Montresta
Montresta é uma comuna italiana da região da Sardenha, província de Oristano, com cerca de 650 habitantes. Estende-se por uma área de 23 km², tendo uma densidade populacional de 28 hab/km². Faz fronteira com Bosa, Villanova Monteleone (SS).